# Sindaci di Castelsilano

Stemma di Castelsilano.

## I sindaci nel periodo napoleonico del Regno di Napoli
| Periodo | Periodo | Primo cittadino     | Partito | Carica  | Note |
| ------- | ------- | ------------------- | ------- | ------- | ---- |
| 1811    | -       | Francesco Benincasa |         | sindaco |      |
| 1812    | -       | Agostino Iaconis    |         | sindaco |      |
| 1813    | 1814    | Pasquale Girimonte  |         | sindaco |      |
| 1815    | 1816    | Fedele Marasco      |         | sindaco |      |

## I sindaci nel periodo del Regno delle Due Sicilie
| Periodo | Periodo | Primo cittadino           | Partito | Carica  | Note |
| ------- | ------- | ------------------------- | ------- | ------- | ---- |
| 1817    | 1820    | Vincenzo Fabiano          |         | sindaco |      |
| 1821    | -       | manca                     |         | sindaco |      |
| 1822    | -       | Fedele Marasco            |         | sindaco |      |
| 1823    | 1824    | Domenico Marasco          |         | sindaco |      |
| 1825    | -       | Francesco Saverio Iaconis |         | sindaco |      |
| 1826    | 1830    | Francesco Saverio Iaconis |         | sindaco |      |
| 1831    | 1833    | Giuseppe Paletta          |         | sindaco |      |
| 1834    | 1837    | Francesco Saverio Marasco |         | sindaco |      |
| 1837    | 1839    | Saverio Fazio             |         | sindaco |      |
| 1840    | 1843    | Ferdinando Paletta        |         | sindaco |      |
| 1844    | 1845    | Francesco Caligiuri       |         | sindaco |      |
| 1846    | -       | Vincenzo Pignatelli       |         | sindaco |      |
| 1847    | 1848    | Vincenzo Pignatelli       |         | sindaco |      |
| 1849    | 1852    | Saverio Fazio             |         | sindaco |      |
| 1852    | 1855    | Vincenzo Andali           |         | sindaco |      |
| 1856    | 1858    | Giuseppe Fabiano          |         | sindaco |      |
| 1859    | 1860    | Vincenzo Andali           |         | sindaco |      |
| 1860    | 1861    | Nicola De Marco           |         | sindaco |      |

## I sindaci durante il Regno d'Italia (1861-1946)
| Periodo | Periodo | Primo cittadino                     | Partito | Carica                  | Note |
| ------- | ------- | ----------------------------------- | ------- | ----------------------- | ---- |
| 1861    | 1862    | Giacomo Lamanna                     |         | sindaco                 |      |
| 1862    | 1867    | Tommaso Brancati                    |         | sindaco                 |      |
| 1867    | 1869    | Vincenzo Andali                     |         | sindaco                 |      |
| 1870    | 1887    | Giacomo Lamanna                     |         | sindaco                 |      |
| 1888    | 1889    | Francesco Lamanna                   |         | sindaco                 |      |
| 1890    | 1896    | Giovanni Leonetti                   |         | sindaco                 |      |
| 1897    | 1899    | Antonio Dima                        |         | sindaco                 |      |
| 1900    | 1904    | Vincenzo Ammirati                   |         | sindaco                 |      |
| 1905    | 1906    | Francesco Lamma                     |         | sindaco                 |      |
| 1907    | 1913    | Rosario Scalise                     |         | sindaco                 |      |
| 1914    | 1923    | Francesco Aiello                    |         | sindaco                 |      |
| 1924    | -       | Domenico Susanna                    |         | sindaco                 |      |
| 1925    | -       | Giovanni Verardi                    |         | sindaco                 |      |
| 1926    | 1928    | Domenico Susanna                    |         | podestà                 |      |
| 1929    | -       | Alfonso Ferrari                     |         | commissario prefettizio |      |
| 1930    | 1935    | Alfonso Ferrari                     |         | podestà                 |      |
| 1936    | 1943    | Ignazio Marra                       |         | podestà                 |      |
| 1944    | -       | Matteo Ammirati                     |         | commissario prefettizio |      |
| 1945    | -       | Achille Scalise                     |         | commissario prefettizio |      |
| 1946    | -       | Giuseppe Amantea Francesco De Marco |         | commissari prefettizi   |      |

## I sindaci dalla nascita della Repubblica italiana
| Periodo        | Periodo        | Primo cittadino         | Partito                                 | Carica                            | Note  |
| -------------- | -------------- | ----------------------- | --------------------------------------- | --------------------------------- | ----- |
| 1946           | 1947           | Achille Scalise         |                                         | sindaco                           |       |
| 1947           | 1948           | Salvatore Girimonte     |                                         | sindaco                           |       |
| 1949           | 1950           | Salvatore Girimonte     |                                         | sindaco                           |       |
| 1951           | 1952           | Pasquale Scalise        |                                         | commissario prefettizio           |       |
| 1953           | 1954           | Luigi Ferrarelli        |                                         | sindaco                           |       |
| 1954           | 1955           | Saverio Arcuri          |                                         | Assessore con funzione di sindaco |       |
| 1956           | 1960           | Stefano Vincenzo Pirito |                                         | sindaco                           |       |
| 1960           | 1964           | Michele Scalise         |                                         | sindaco                           |       |
| 1964           | 1969           | Gaetano Cortese         |                                         | sindaco                           |       |
| 1970           | 1980           | Francesco Brisinda      | Democrazia Cristiana                    | sindaco                           |       |
| 1980           | 1990           | Salvatore Ambrosio      | Partito Comunista Italiano              | sindaco                           |       |
| 1990           | 1995           | Salvatore Ambrosio      | Partito Comunista Italiano              | sindaco                           |       |
| 23 aprile 1995 | 13 giugno 1999 | Pietro Durante          | Partito Popolare Italiano               | sindaco                           |       |
| 13 giugno 1999 | 13 giugno 2004 | Pietro Durante          | lista civica                            | sindaco                           |       |
| 13 giugno 2004 | 7 giugno 2009  | Ernesto Scola           | lista civica                            | sindaco                           |       |
| 7 giugno 2009  | 25 maggio 2014 | Pietro Luigi Brisinda   | lista civica "Democraticamente Insieme" | sindaco                           |       |
| 26 maggio 2014 | 26 maggio 2019 | Francesco Durante       | lista civica "Liberi"                   | sindaco                           | [ 1 ] |
| 26 maggio 2019 | 8 giugno 2024  | Francesco Durante       | lista civica "Liberi"                   | sindaco                           |       |
| 9 giugno 2024  | in carica      | Francesco Durante       | lista civica "Liberi"                   | sindaco                           |       |